# Frouzins
Frouzins är en kommun i departementet Haute-Garonne i regionen Occitanien i södra Frankrike. Kommunen ligger i kantonen Muret som tillhör arrondissementet Muret. År 2022 hade Frouzins 9 808 invånare.

## Befolkningsutveckling
Antalet invånare i kommunen Frouzins
Referens:INSEE